# ریش‌ماهی ستبر
ریش‌ماهی ستبر یا ریش‌ماهی تنومند (نام علمی: Polymixia nobilis)، گونه‌ای از سردهٔ ریش‌ماهی‌ها است. این گونه می‌تواند بیش از ۴۸ سانتیمتر (۱۹ اینچ) TL رشد کند. باله پشتی این گونه دارای پنج خار و ۳۴–۲۷ پرتو نرم و ۱۰–۱۳ جارویی آبششی است. زیستگاه این ماهی در ناحیه دریابن می‌باشد.